# シアン・レーシング
シアン・レーシング（ポールスター・シアン・レーシング、ロータス・シアン・レーシング）は、 スウェーデンのヨーテボリに拠点を置く、吉利汽車社の車両でレースに参戦するレーシングチームである。
本項では前身となったフラッシュ・エンジニアリング及びポールスター・レーシングに関しても記述する。

## 歴史

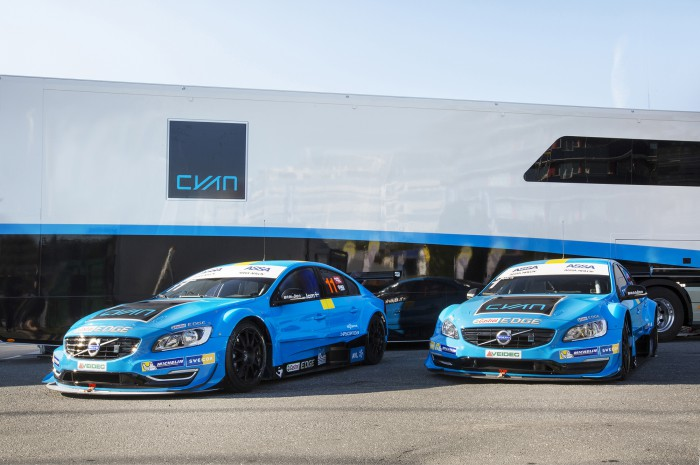
シアン・レーシングのレース車（STCC 2015）

シアン・レーシングの起源となったのは、1996年に設立されたレーシングチーム「フラッシュ・エンジニアリング」である。スウェーデンのレーシングドライバーであるヤン・ニルソンが設立したチームで、1996年より開始されるスウェーデンツーリングカー選手権（STCC）におけるボルボワークスチームの運営という使命を帯びていた。
その後、2005年にニルソンがフラッシュ・エンジニアリングの運営から離れ、新たにクリスチャン・ダールがオーナーに着任。同時にチーム名も「ポールスター・レーシング」と改名された。
2015年7月、市販車の高性能モデルを手掛けるポールスター・エンジニアリング部門がボルボ・カーズに買収されたが、レーシングチームは買収されず、引き続きダールによる運営が継続されている。この時、チーム名を現在の「シアン・レーシング」に改めている。

### 世界ツーリングカー選手権

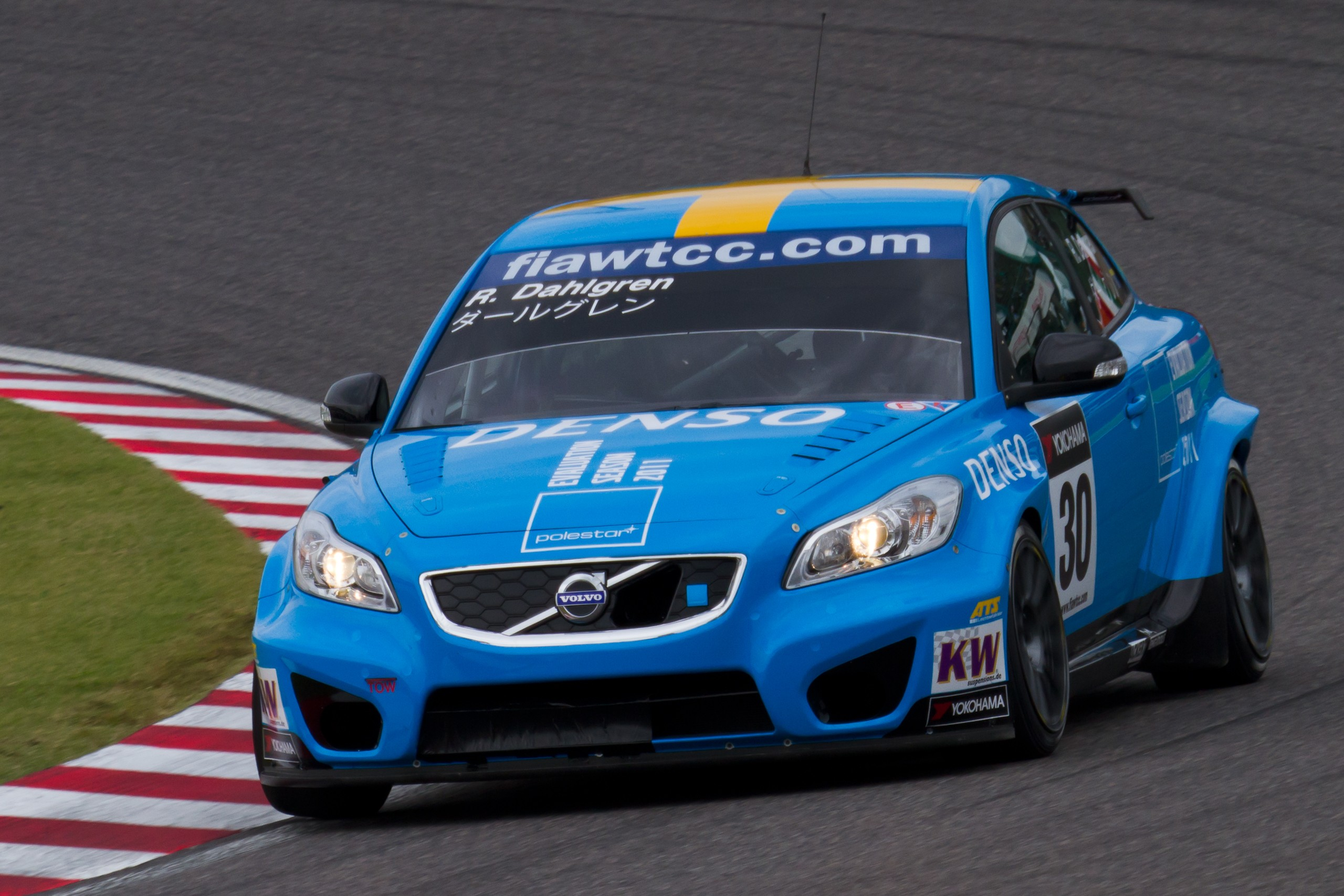
ロバート・ダールグレン
2011年世界ツーリングカー選手権(日本開催)

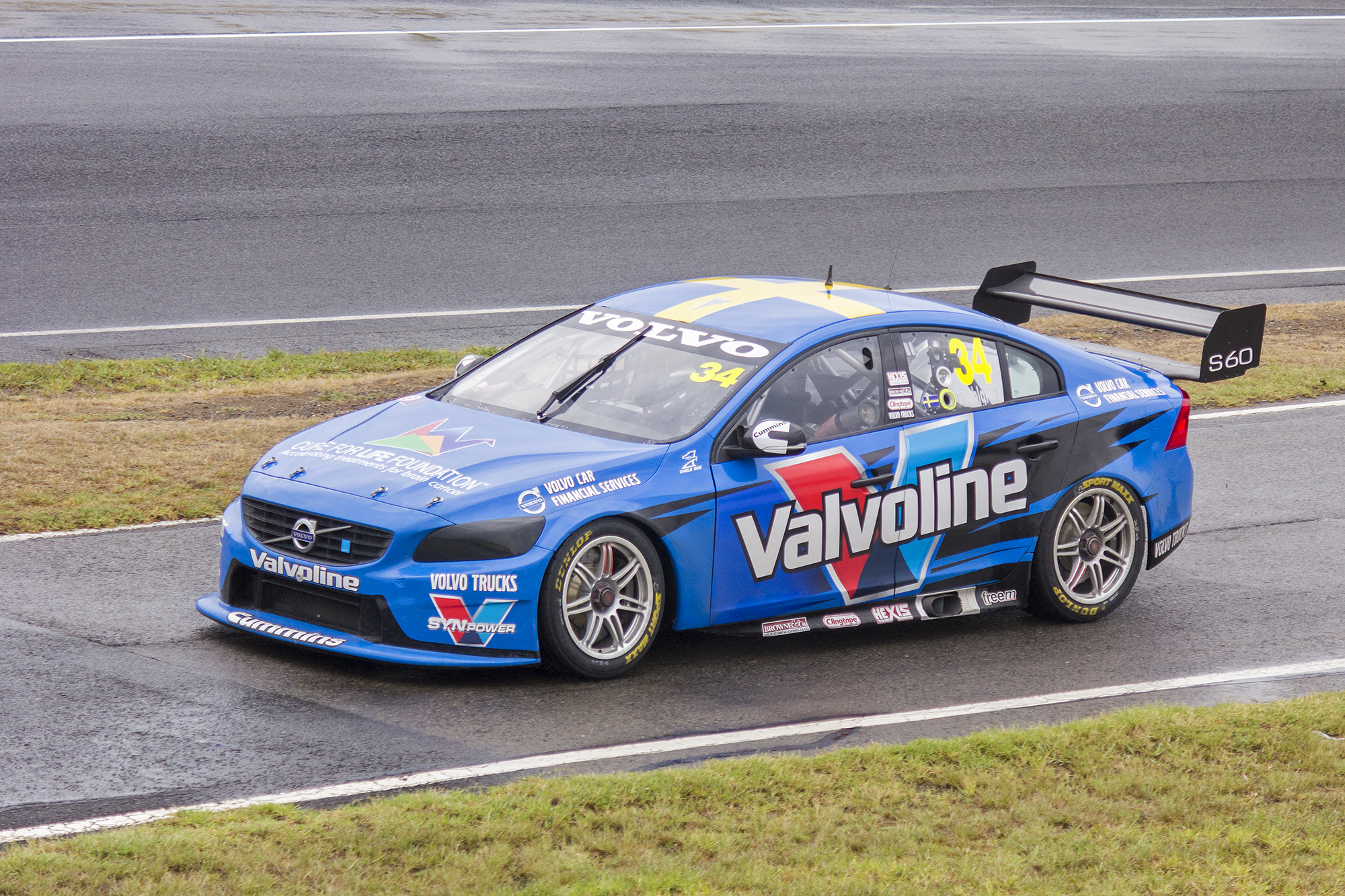
ロバート・ダールグレン
Volvo S60のテスト走行(2014年)

2007年の世界ツーリングカー選手権、シーズン中にPolestarはWTCCのスウェーデンレースでSTCC（スウェーデンツーリングカー選手権）で使用されたバイオエタノール対応エンジン搭載したVolvo S60Flexifuel（英語: Flexible-fuel vehicle）で参戦した。バイオエタノールを使用している車はチャンピオンシップポイントを獲得する権限はなかったが、STCCレギュラードライバー、 ロバート・ダールグレン は10位と8位を獲得した。
2008年の世界ツーリングカー選手権、PolestarはイギリスレースでVolvo C30で参戦したが、今回もバイオエタノールを使用している車はチャンピオンシップポイントを獲得する権限はなかった。 オープニングレースでダールグレンは完走はしたが、メインレースには参戦することができなかった。 チームはイタリアレースの2レースにVolvo C30で参加する予定だったが、プロジェクトは失敗に終わった。
2009年の世界ツーリングカー選手権、シーズン中にチームはイギリスレースに参戦し、STCCで使用されていたC30を2レースに持ち込んだ。 ダールグレンは15位と14位を獲得したが、トミー・ラスタッド（Tommy Rustad）は2レース共リタイヤした。
2010年の世界ツーリングカー選手権、シーズン中、PolestarはC30でイギリスレース3戦目を迎えた。 ダールグレンは、オープニングレースで12位になったが、メインレースはリタイヤした。その後、 日本のレース（岡山国際サーキット）に参戦し、ダールグレンは8位と5位を獲得した。
2011年の世界ツーリングカー選手権、この年初のフル参戦を果たす。更にポイント獲得の権限が与えられた。コンスタントにポイントを獲得し第8戦ドイツのオープニングレースで表彰台あと一歩の4位入賞を果たす。シリーズランキングではダールグレンは11位と健闘した。
2013年の世界ツーリングカー選手権、シーズン中PolestarはC30で第11戦中国に出場。セッド・ビョークはオープニングレースには出走出来なかったが、メインレースでは15位で完走した。
2016年の世界ツーリングカー選手権、Polestarは5年振りにフル参戦。2年かけて開発したVolvo S60 Polestarで出場。ドライバーはSTCCレギュラーのセッド・ビョーク、フレデリック・エクブロムの2台体制で挑む。ビョークは第10戦中国のオープニングレースでホンダのノルベルト・ミケリスをファイナルラップで逆転し、自身そしてチームにとってWTCC初優勝をもたらした。ビョークはこの年シリーズランキングでは10位と大健闘した。一方エクブロムは開幕戦フランスから第6戦ロシア、第10戦中国の7戦に出場し、最高位は第10戦中国メインレースの6位だった。エクブロムがテストプログラムに集中している間はチームのレギュラードライバーロバート・ダールグレンが第7戦ポルトガル、第8戦アルゼンチン、最終戦カタール。アルゼンチンのネストール・ジロラミが第9戦ツインリンクもてぎにそれぞれ出場した。ダールグレンの最高位は最終戦カタールでのメインレースの7位。ジロラミは第9戦オープニングレースで9位、メインレースで5位と結果を残した。
2017年の世界ツーリングカー選手権、フル参戦2年目はビョークに加え、前年の日本ラウンドに出場したネストール・ジロラミと、ラーダの撤退を受けてニッキー・キャッツバーグが加入し3台体制で挑む。ビョークは第2戦モンツァのメインレースでポールトゥウィンを達成し2勝目を飾ると、第4戦ニュルブルクリンクのオープニングレースでも優勝した。またその他のレースでも好成績を残し、ホンダのティアゴ・モンテイロ、ノルベルト・ミケリスとの激戦を制し挑戦2年目でWTCCシリーズチャンピオンを獲得した。スウェーデン人でのワールドチャンピオンの獲得は、モータースポーツ史上初の快挙となった。キャッツバーグは第5戦ニュルブルクリンクでのメインレースで優勝し、一時チャンピオン争いで首位に立つなど目覚ましい活躍を見せ、ランキングでは自己最高の5位を獲得した。ジロラミは開幕戦モロッコのメインレースで3位表彰台に立ち、第8戦中国のメインレースでは大雨によりセーフティカー先導で僅か3周を走っただけで赤旗中断となるも初のポールトゥウィンを達成した。しかしこの2戦以外は苦戦を強いられ3人の中では最下位のランキング9位となった。このことがあり最終戦カタールでは開発ドライバーとして在籍してたイヴァン・ミュラーと交代することとなった。ミュラーは１年ぶりの復帰だったがオープニングレースでは6位、メインレースでは7位だった。更にチームはマニュファクチャラーズタイトルも獲得し2冠を達成した。
2018年はWTCC代わり新設されたWTCR(世界ツーリングカーカップ)にイヴァン・ミュラーが運営するMレーシング-YMRのサポートをする形で参戦。マシンはヒュンダイ・i30 N TCR。ドライバーには代表兼任のミュラーと前年度WTCCチャンピオンテッド・ビョークのラインナップで挑む。ミュラーは第3戦ニュルブルクリンク、第5戦ポルトガルのレース1、第7戦寧波国際サーキットのレース2で優勝し3勝を挙げるが、同じマシンを駆るガブリエル・タルキーニにわずか3ポイント届かずWTCR初代チャンピオンを逃した。ビョークは第4戦ニュルブルクリンク、第5戦ポルトガル、第7戦寧波国際サーキットのレース3でのポールトゥウィンを含めた計4勝を挙げたが、終盤3戦で苦戦し前年をまたいでのチャンピオン連覇は叶わずランキング7位終わった。しかしチーム選手権ではタルキーニが所属するBRCレーシングチームを3ポイント上回り、WTCR初代チームチャンピオンに輝いた。
2019年は新たにWTCRに参入するLynk & Coとタッグを組んでシアン・レーシングの名で2年振りに参戦。マシンはLynk & Co 03 TCR。ドライバーにはビョーク、ミュラーに加え、ミュラーの甥であるヤン・アーチャーとWTCC初年度から2010年まで参戦しチャンピオン3連覇の経験を持つアンディ・プリオールが加わりチャンピオン経験者3人を含む4台体制で挑む。開幕戦モロッコではビョークがレース1で2位、レース3でLynk & Coにデビューウィンをもたらした。またレース2ではアーチャーが3位に入り新規参入ながら好スタートを切った。その後ビョークは第4戦ザントフォールトのレース1でポールトゥウィン、レース3でも優勝し、後半戦はコンスタントにポイントを獲得していき最終戦セパンでのチャンピオン争いにもつれたが、セパンでは苦戦を強いられ最終的にランキング4位で終えた。対してミュラーは前半戦では勝利はなかったが後半戦で調子を上げ第7戦中国のレース1、レース2でポールトゥウィン、第9戦マカオでレース1ポールトゥウィン、レース2でも優勝し連勝したことでチャンピオン争いで接戦となるが、最終戦では表彰台に上がることができずまたしてもチャンピオンを逃した。しかしチーム選手権ではランキング2位のBRCヒュンダイN・スクアドラ・コルセを34ポイント上回り、ファーストチームであるシアン・レーシング Lynk & Coがチャンピオンに輝いた。一方セカンドチームのシアン・パフォーマンス Lynk & Coのアーチャーはファーストチーム2人のサポート役に回ることが多く、第4戦のレース3ではポールポジションからスタートするもチャンピオンを争うビョークにその座を譲り自身は2位表彰台となる。この年アーチャーは未勝利に終わったが、表彰台を5度獲得し前年WTCR初代チャンピオンのガブリエル・タルキーニと同ポイントのランキング9位で終えた。WTCC時代の2010年以来の復帰となったプリオールは開幕戦のレース1では5位入賞とまずまずのスタートを切ったが、その後はなかなか上位に届かず第8戦鈴鹿の時点での最高位は5位止まりだったが、第9戦のレース3でおよそ9年振りに優勝を果たした。またこのマカオ戦では3レース全てでLynk & Coが勝利した。しかしプリオールはチャンピオン争いを演じたミュラー、ビョーク。直近のチームメイトで未勝利のアーチャーを下回るランキング18位で終えた。
2020年も引き続き参戦。ドライバーはミュラー、ビョーク、アーチャーは継続。もう一人はチームを離脱したプリオールに代わりウルグアイ出身のサンティアゴ・ウルティアを起用した。チーム体制はとしてはファーストチームにミュラーと前年の活躍が認められアーチャーが昇格した。一方のセカンドチームはビョークが降格となり新人のウルティアがチームメイトとなる。この年好調だったのはアーチャーで開幕戦ゾルダー、第2戦ニュルブルクリンク、第4戦ハンガロリンクのレース2で優勝し、また全てのレースでポイント獲得する活躍でWTCRチャンピオンに輝いた。24歳でのチャンピオン獲得は前身のWTCC時代を含めると史上最年少となった。一方ミュラーは開幕から甥であるアーチャーのサポートに徹し、最終戦アラゴンのレース2で優勝もありランキングではチャンピオンを獲得したアーチャーに次ぐ2位につけた。セカンドチームからWTCRに初参戦したウルティアは開幕戦のレース2で初表彰台となる3位を獲得し好スタートを切った。その後前半は苦戦を強いられたが後半から調子を取り戻し最終戦アラゴンのレース3で初優勝をポールトゥウィンで飾った。最終的にウルティアは参戦初年度ながらランキング6位を獲得した。対照的にビョークは開幕戦、第2戦のレース2で2位表彰台を獲得し順調なスタートを切ったかに見えたが、その後は失速し表彰台に立てない状態が続いたが、第5戦スペインのレース3で優勝しチームメイトのウルティアと共にワンツーフィニッシュ。しかしランキングでは4人の中では最下位となる9位で終わった。チーム選手権はファーストチームのシアン・レーシング Lynk & Coが2位のALL-INKL.COM ミュニッヒ・モータースポーツに99ポイント差を付け連覇を達成した。またセカンドチームのシアン・パフォーマンス Lynk & Coは2位から14ポイント差のランキング3位と好成績を残した。この年は4名のドライバー全てが優勝し、ダブルタイトルを獲得するという快挙を挙げた。
2021年も前年と同じ体制で参戦。アーチャーは第2戦エストリルのレース1、第7戦アドリアのレース2で優勝、全てのレースでポイント獲得し前年に次ぐ連覇を達成した。そしてサポート役のミュラーは三度2位表彰台に上がるもこの年は未勝利に終わりランキング4位となった。一方セカンドチームから参戦のウルティアは第4戦ハンガロリンク、第7戦アドリアのレース2で優勝し前年と同じランキング5位となった。ビョークも前年と同じランキング9位でシーズンを終えたが、最高位は2位表彰台が2回のみと未勝利の終わった。チーム選手権も前年同様にファーストチームがチャンピオンとなり、セカンドチームがランキング3位となった。
2022年は前年のラインナップに加え新たに中国人の馬青驊が加わり5台体制となった。馬はセカンドチームからの参戦となる。しかしこの年は好調だった前年とは一転し苦戦。ファーストチームのアーチャーは第5戦ポルトガル終了時で2位表彰台を2度獲得しランキング3位につけるもこの時点で未勝利、ミュラーも開幕戦ポーのレース1で3位表彰台を獲得するも以降は苦戦を強いられこの時点でランキング9位。一方セカンドチームのウルティアは第3戦ハンガロリンクのレース2、第5戦ポルトガルのレース1で優勝しこのポルトガル終了時点ではチャンピオンが狙えるランキング2位につけた。馬は久々のWTCRフル参戦となったが開幕戦のレース2で3位表彰台を獲得しこの時点でランキング7位、しかしビョークは表彰台どころかトップ5にも食い込めずチャンピオン経験者と思えないくらい低迷しランキング14位。第6戦ヴァレルンガの予選でリンク&コーの5台を含めたチームにパンクが続発。このタイヤトラブルは既に第2戦ニュルブルクリンクの予選でも発生していた。さらに他チームよりも多いBoPを搭載していたため危険だと判断したチームはレース1、レース2共にフォーメーションラップを終えて直ぐにピットに戻りレースを棄権した。そして安全性を重視するためアーチャー、ミュラーの母国である第7戦を前にシーズン終了を待たずしてWTCRを即時撤退した。これにより最終ランキングはウルティア8位、アーチャー9位、馬12位、ミュラー14位、ビョーク17位となった。チーム選手権では両チーム共に211ポイントを獲得したがウルティアが2勝している事でセカンドチームが6位、ファーストチームが7位となった。